# زيدان القهرمانة
زيدان القهرمانة، كانت من حاشية الحريم العباسي، وجارية الخليفة المقتدر بالله (حكم 908–932).

## سيرة شخصية
تم أخذها كعبدة ووضعها في الحريم العباسي، حيث أعطيت منصب القهرمانة (المضيفة)، كانت القهرمانة بمثابة الوسطاء بين نساء الحريم والعالم الخارجي، وتم تكليفهم بعدد من المهام المختلفة مثل إدارة الشؤون الاقتصادية والقضائية للحريم، وكان أكثر المناصب تأثيرًا التي يمكن أن تشغلها المرأة.
تُعرف زيدان بأنها أحد أقوى القهرمانات، حيث تم تعيينها لتكون وصية على جواهر الدولة.
عملت كحارسة للسجناء ذوي المكانة العالية، تم وضع السجناء ذوي المكانة العالية في إقامة جبرية مريحة في منزلها، ومن الأسرى الذين كانت تحرسهم الوالي ابن أبي الساج عام 919، وحميد بن العباس عام 923، والوزير الخصيبي عام 927. وقد مكنها ذلك من تكوين شبكة اتصالات بين المسؤولين المؤثرين، والعمل كوسيط بينهم وبين الخليفة.
ومن أشهر أسراها الوزير ابن الفرات الذي وُضع في رعايتها بعد أن فقد وزارته، تمكنت من إعادته إلى السلطة من خلال اتصالاتها بالحريم، كافأها بالأراضي والثروة فيما بعد، وشكلوا تحالفًا متبادلاً استمر لبقية حياتهم المهنية، حيث خاطبها بـ "الأخت". ولهذا قال عنه خليفة الفرات حامد بن العباس: ""لقد اعتمدت على القهرمانة... في الدفاع عن قضيتك والدفاع عنك..."
لا يُعرف متى توفَّت تحديدًا، لكنها توفت في العاصمة العبَّاسيَّة بغداد.